# Gujrat (distrikt)

Karta över provinsen Punjab med distriktet Gujrat markerat

Gujrat, (Urdu: ضلع گجرات) distrikt mellan Chenab och Jhelum i den pakistanska provinsen Punjab. Här utkämpades ett stort slag 21 februari 1849, under andra sikhkriget. Administrativ huvudort är Gujrat.

## Administrativ indelning
Distriktet är indelat i tre Tehsil.
- Gujrat Tehsil
- Kharian Tehsil
- Sarai Alamgir Tehsil